# Jüdischer Friedhof (Kalkar)

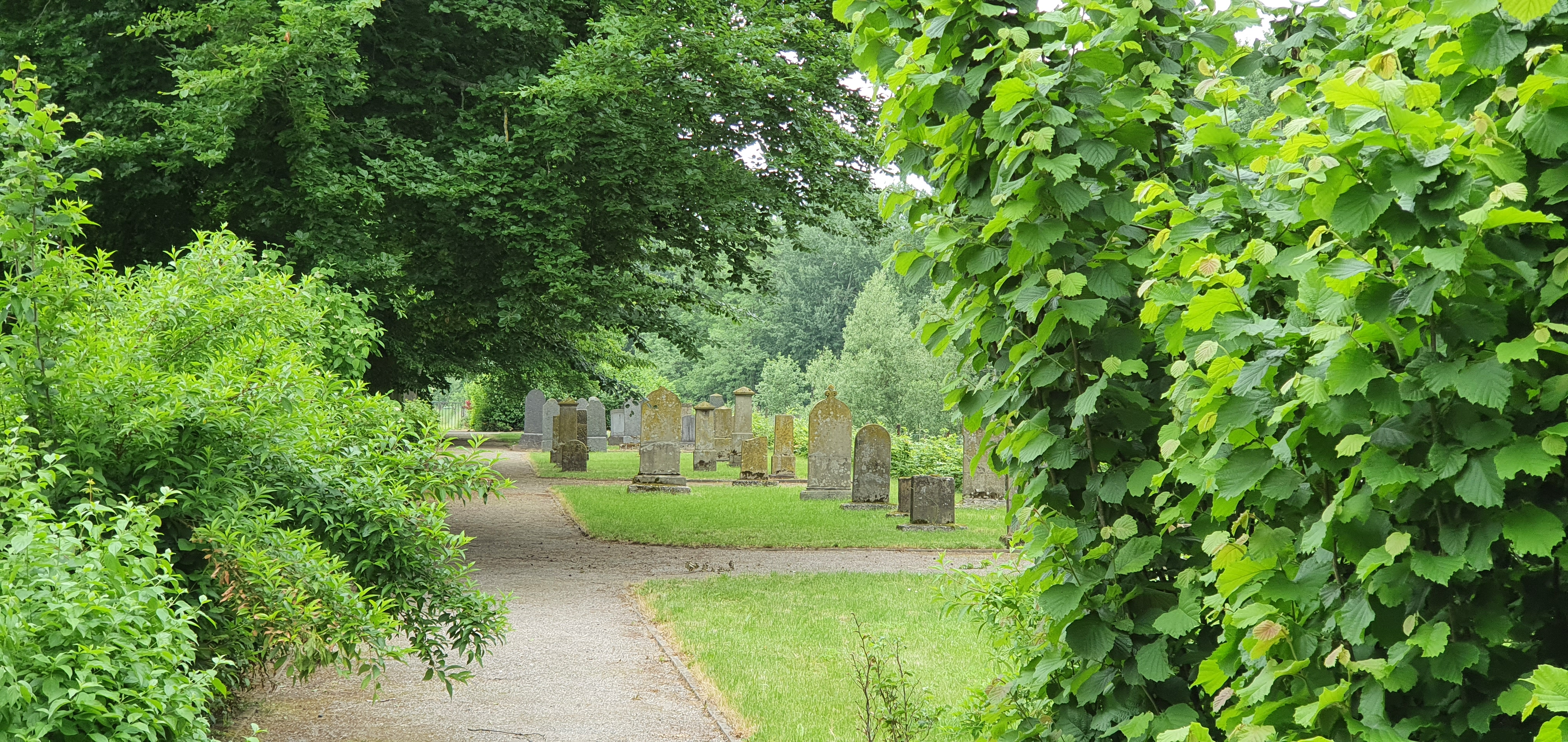
Jüdischer Friedhof Kalkar, Juni 2021

Der Jüdische Friedhof Kalkar ist ein jüdischer Friedhof in der Stadt Kalkar im Kreis Kleve im Nordwesten des Bundeslandes Nordrhein-Westfalen.
Der Friedhof am Kalkardeich ist auf einer Urkunde aus dem Jahr 1805 erwähnt.
Heute umfasst er 59 Grabsteine. Der älteste erhaltene Grabstein ist aus dem Jahr 1868 (Adelgunde Spier).

Der Jüdische Friedhof in Kalkar, Juni 2021
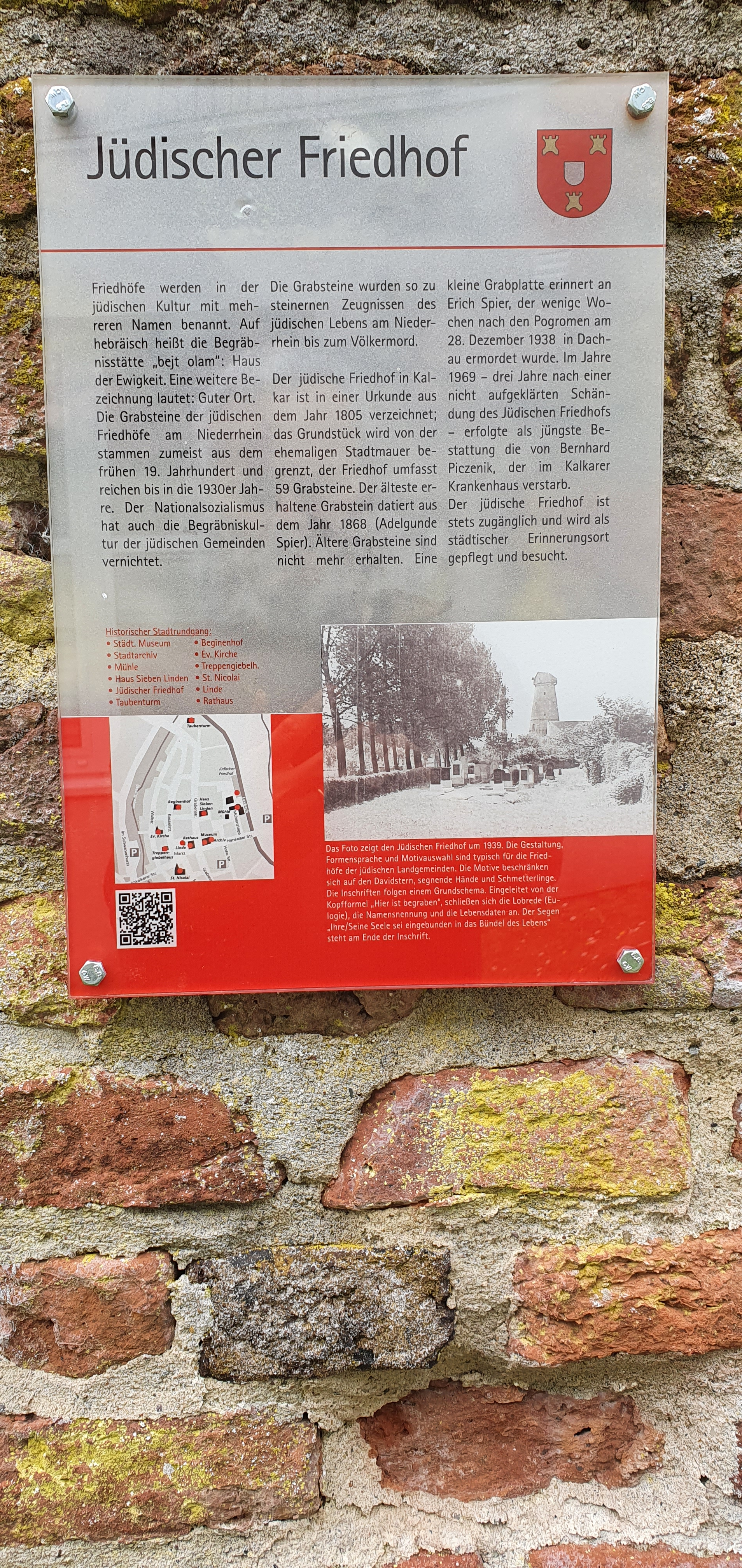
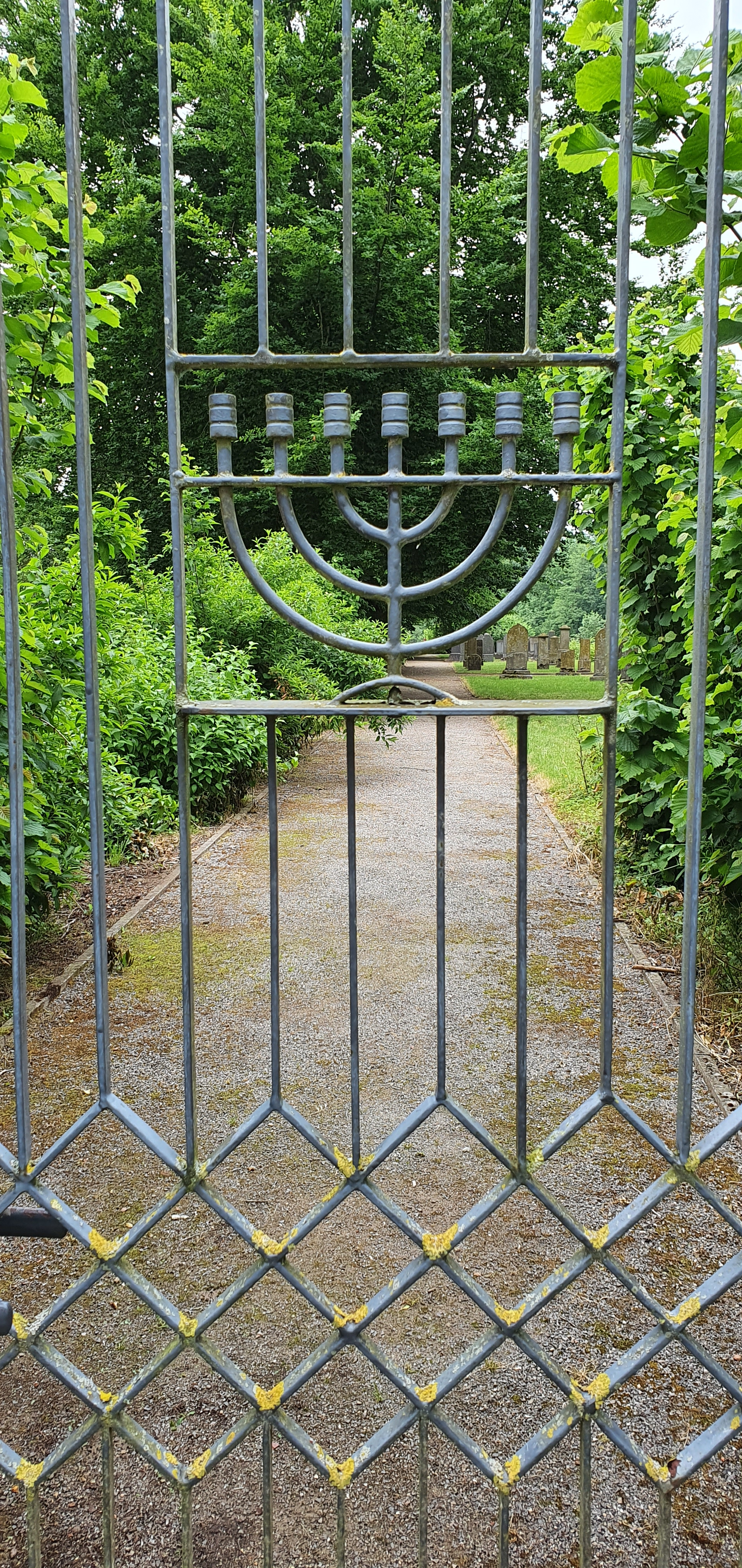